# NGC 5288
NGC 5288 est un amas ouvert situé dans la constellation du Compas. Il a été découvert par l'astronome britannique] John Herschel en 1835.
Selon la classification des amas ouverts de Robert Trumpler, cet amas renferme moins de 50 étoiles (lettre p) dont la concentration est moyenne (II) et dont les magnitudes se répartissent sur un intervalle moyen (le chiffre 2). Toutefois, selon le catalogue Lynga, la concentration des étoiles est forte et la répartion des magnitudes de NGC 5288 est grande (1). Selon Lynga, l'amas renferme moins de 50 étoiles (p). D'ailleurs Lynga indique que l'amas renferme 25 membres.

## Observation
Avec une magnitude visuelle de 11,8, on peut observer avec un télescope dont l'ouverture est d'au moins 200 mm.

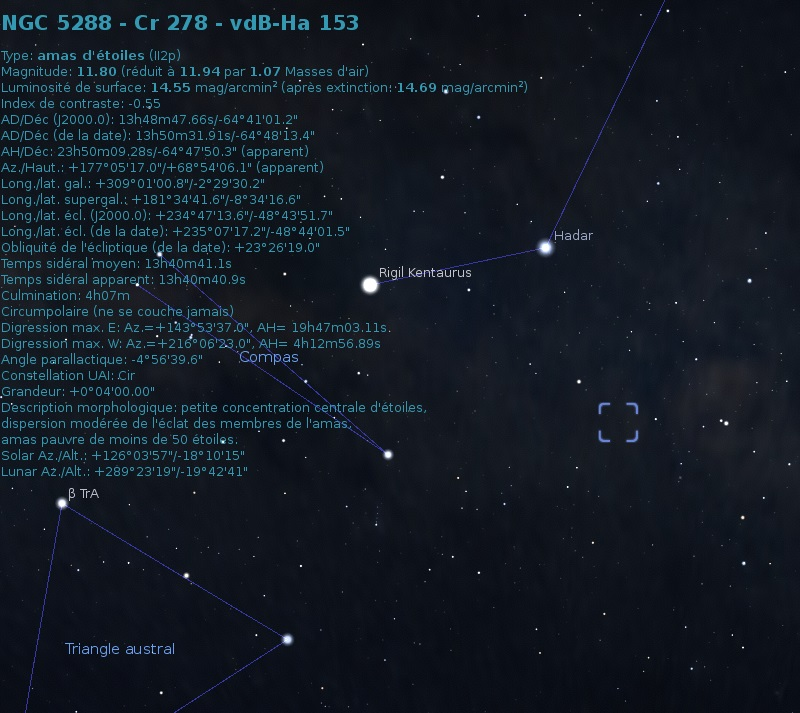
Localisation de NGC 5288 dans la constellation du Compas. (Stellarium)

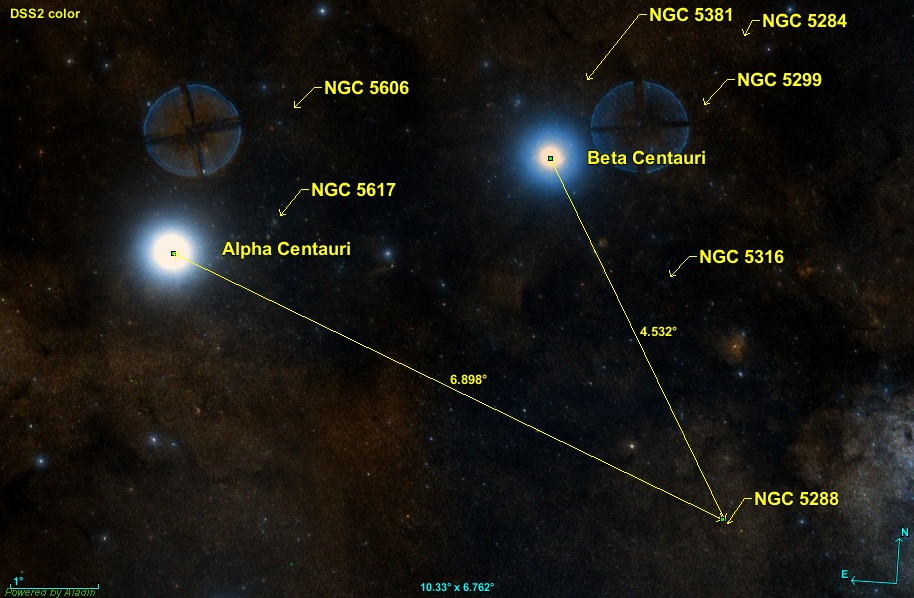
Position de NGC 5288 par rapport à deux étoiles du Compas.

NGC 5288 est assez éloigné des principale étoiles brillantes du ciel. L'amas est situé à environ 6,9 degrés au sud-ouest d'Alpha Centauri et à quelque 4,5 degrés de Beta Centauri. D'autres amas ouverts sont situés près de NGC 5288, dont NGC 5316, NGC 5381, NGC 5606 et NGC 5617. Les objets NGC 5284 et NGC 5299 sont considérés comme des amas ouverts par certains, mais d'autres les considèrent comme un nuage d'étoiles ou encore comme une association stellaire.

## Caractéristiques
Certaines caractéristiques apparaissent sur la base de données Simbad, mais une publication très récente (2023) basée sur les mesures de la parallaxe par le satellite Gaia a permis une mise à jour importante des données. Les données du « GAIA EARLY DATA RELEASE 3 (GAIA EDR3) » ont également permis aux auteurs (Almeida, Monteiro et Dias) de cette publication d'estimer la masse de 773 amas ouverts, dont celle de NGC 5288 qui est de 475 ± 95 {\displaystyle M_{\odot }}.

### Distance, taille et vitesse
Selon Almeida et ses collègues, cet amas est à 2 287 ± 75 pc du système solaire.
La parallaxe moyenne des étoiles de l'amas a été obtenue des mesures effectuées par le satellite Gaia. Cinq valeurs différentes publiées dans de récents articles (2018 à 2021) sont indiquées sur la base de données Simbad : 0,381 ± 0,032 0 mas, 0,351 ± 0,048 mas, 0,345 ± 0,041 0 mas, 0,345 ± 0,005 mas et 0,345 ± 0,041 mas. La valeur moyenne de la parallaxe est égale à 0,353 4 ± 0,033 4 mas où 0,033 4 mas est la moyenne des incertitudes. Cette valeur correspond à une distance de 2 830+295
−244 pc. Cette distance est supérieure à celle proposée par Almeida et ses collègues.
La taille apparente de l'amas varie selon les sources, mais la plus récente valeur de 5,3' vient des mesures réalisées par le satellite Gaia (Gaia DR2) ce qui, compte tenu de la distance de 2 830+295
−244 pc et grâce à un calcul simple, équivaut à une taille réelle de 14,4 ± 1,4 al.
Trois vitesses semblables sont aussi indiquées sur la base de données Simbad: −23,89 ± 1,43 km/s, −23,34 ± 3,641 km/s et −23,83 ± 1,49 km/s.La vitesse moyenne de cet échantillon est de −23,7 ± 2,2 km/s.

### Mouvement propre
Simbad indique six couples de valeurs pour le mouvement propre de l'amas, dont cinq différents, mais très semblables, qui proviennent d'articles publiés entre 2018 et 2020. Ces valeurs en ascension droite et en déclinaison sont :
- −3,875 ± 0,054 mas/an et −1,915 ± 0,047 mas/an[11]
- −3,873 ± 0,120 mas/an et −1,928 ± 0,109 mas/an[12]
- −3,850 ± 0,098 mas/an et −1,935 ± 0,087 mas/an[13]
- −3,850 ± 0,011 mas/an et −1,935 ± 0,010 mas/an[6]
- −3,850 ± 0,098 mas/an et −1,935 ± 0,087 mas/an[14]

Le mouvement propre moyen obtenu de ces cinq valeurs en ascension droite et en déclinaison est égal à −3,860 ± 0,076 mas/an et −1,930 ± 0,068 mas/an.
La sixième valeur reproduite par Simbad vient d'une article publié en 2014 et elle diffère beaucoup de ces cinq valeurs : −5,25 ± 3,65 mas/an et −5,79 ± 5,58 mas/an.

### Métallicité
Simbad rapporte une seule valeur de la métallicité, soit 0,318, le pourcentage d'éléments lourds (plus lourd que l'hydrogène et l'hélium) de cet amas est égal à 208% de celui du Soleil. Selon Almeida et ses collègues, la métallicité de l'amas est égale à 0,094 ± 0,055. Selon ces valeurs, le pourcentage d'éléments lourds (plus lourd que l'hydrogène et l'hélium) de cet amas serait compris entre 109% et 141% (100,094 ± 0,055) de celui du Soleil.

### Âge
Webda indiquent un âge de 129 millions d'années (log10=8,11), alors qu'Almeida et ses collègues proposent un âge compris entre 174 Ma (108,588 - 0,347) et 861 Ma (108,588 + 0,347).

## Étoiles
Simbad montre aussi un bouton nommé Children. En cliquant sur ce bouton, on atteint une section de cette base de données qui renferme un tableau contenant 120 entrées pour NGC 5288. Cependant, des étoiles (les Children) peuvent apparaître plusieurs fois dans la deuxième colonne du tableau, d'où le nombre de liens bibliographiques qui est supérieure au nombre d'étoiles. La quatrième colonne de ce tableau indique la probabilité que l'étoile appartienne à l'amas. En cliquant sur le titre de cette colonne, on peut classer la probabilité par ordre croissant ou décroissant. En cliquant sur la désignation de l'étoile, on atteint la page de Simbad qui résume ses propriétés.